# Conjectura de Ramanujan–Petersson
Na matemática, a conjectura de Ramanujan, criada pelo matemático indiano Srinivāsa Rāmānujan, afirma, pela função tau de Ramanujan que, dados os coeficientes de Fourier τ(n) da forma cúspide Δ(z) de peso 12:
{\displaystyle \Delta (z)=\sum _{n>0}\tau (n)q^{n}=q\prod _{n>0}\left(1-q^{n}\right)^{24}=q-24q^{2}+252q^{3}-1472q^{4}+4830q^{5}-\cdots ,}
onde {\displaystyle q=e^{2\pi iz}}, satisfaz
{\displaystyle |\tau (p)|\leq 2p^{11/2},}
quando p é um número primo. A conjectura generalizada de Ramanujan ou conjectura de Ramanujan–Petersson, introduzida por Petersson , é uma generalização para outras formas modulares ou formas automórficas.

## Função L de Ramanujan
A função zeta de Riemann e a função L de Dirichlet satisfazem o produto de Euler,

| {\displaystyle L(s,a)=\prod _{p}\left(1+{\frac {a(p)}{p^{s}}}+{\frac {a(p^{2})}{p^{2s}}}+\dots \right)} | \| \| \| \| \| \| \| \| | (1) |
| |                         |     |
| |                         |     |
e devido à sua propriedade completamente multiplicativa

| {\displaystyle L(s,a)=\prod _{p}\left(1-{\frac {a(p)}{p^{s}}}\right)^{-1}.} | \| \| \| \| \| \| \| \| | (2) |
|                                                                             |                         |     |
|                                                                             |                         |     |
Existem outras funções L além da função zeta de Riemann e das funções L de Dirichlet que satisfazem as relações acima? Na verdade, as funções L das formas automórficas satisfazem o produto de Euler (1), mas não satisfazem (2) porque não têm a propriedade completamente multiplicativa. Entretanto, Ramanujan descobriu que a função L do discriminante modular satisfaz a relação modificada

| {\displaystyle L(s,\tau )=\prod _{p}\left(1-{\frac {\tau (p)}{p^{s}}}+{\frac {1}{p^{2s-11}}}\right)^{-1},} | \| \| \| \| \| \| \| \| | (3) |
| |                         |     |
| |                         |     |
onde τ(p) é a função tau de Ramanujan. O termo
{\displaystyle {\frac {1}{p^{2s-11}}}}
é considerada a diferença da propriedade completamente multiplicativa. A função L acima é chamada de função L de Ramanujan.

## Conjectura de Ramanujan
Ramanujan conjecturou o seguinte:
1. τ é multiplicativo,
2. τ não é completamente multiplicativo, mas para os primos p e j em N temos: τ(p j+1) = τ(p)τ(p j ) − p11τ(p j−1 ), e
3. |τ(p)| ≤ 2p11/2.

Ramanujan observou que a equação quadrática de u = p−s no denominador de RHS de (3) ,
{\displaystyle 1-\tau (p)u+p^{11}u^{2}}
teria sempre raízes imaginárias de muitos exemplos. A relação entre raízes e coeficientes de equações quadráticas leva à terceira relação, chamada conjectura de Ramanujan. Além disso, para a função tau de Ramanujan, considere que as raízes da equação quadrática acima sejam α e β, então
{\displaystyle \operatorname {Re} (\alpha )=\operatorname {Re} (\beta )=p^{11/2},}
que se parece com a Hipótese de Riemann. Isso implica uma estimativa que é apenas ligeiramente mais fraca para todos os τ(n), ou seja, para qualquer ε > 0:
{\displaystyle O\left(n^{11/2+\varepsilon }\right).}
Em 1917, L. Mordell provou as duas primeiras relações usando técnicas de análise complexa, especificamente usando o que hoje é conhecido como operadores de Hecke. A terceira afirmação decorreu da prova das conjecturas de Weil por Deligne (1974). As formulações necessárias para mostrar que se tratava de uma consequência eram delicadas e nada óbvias. Foi obra de Michio Kuga com contribuições também de Mikio Sato, Goro Shimura e Yasutaka Ihara, seguido por Deligne (1971). A existência da conexão inspirou alguns dos trabalhos mais profundos do final da década de 1960, quando as consequências da teoria da cohomologia étale estavam sendo elaboradas.

## Conjectura de Ramanujan–Petersson para formas modulares
Em 1937, Erich Hecke usou operadores de Hecke para generalizar o método de prova de Mordell das duas primeiras conjecturas para a função L automórfica dos subgrupos discretos Γ de SL(2, Z). Para qualquer forma modular:
{\displaystyle f(z)=\sum _{n=0}^{\infty }a_{n}q^{n}\qquad q=e^{2\pi iz},}
pode-se formar a série de Dirichlet
{\displaystyle \varphi (s)=\sum _{n=1}^{\infty }{\frac {a_{n}}{n^{s}}}.}
Para uma forma modular f (z) de peso k ≥ 2 para Γ, φ(s) converge absolutamente em Re(s) > k, porque an = O(nk−1+ε). Como f é uma forma modular do peso k, (s − k)φ(s) acaba sendo um inteiro e R(s) = (2π)−sΓ(s)φ(s) satisfaz a equação funcional:
{\displaystyle R(k-s)=(-1)^{k/2}R(s);}
isso foi provado por Wilton em 1929. Esta correspondência entre f e φ é de um para um ( a0 = (−1)k/2 Ress=k R(s) ). Seja g(x) = f (ix) −a0 para x > 0, então g(x) está relacionado com R(s) através da transformação de Mellin
{\displaystyle R(s)=\int _{0}^{\infty }g(x)x^{s-1}\,dx\Leftrightarrow g(x)={\frac {1}{2\pi i}}\int _{\operatorname {Re} (s)=\sigma _{0}}R(s)x^{-s}\,ds.}
Esta correspondência relaciona a série de Dirichlet que satisfaz a equação funcional acima com a forma automórfica de um subgrupo discreto de SL(2, Z) .
No caso de k ≥ 3 Hans Petersson introduziu uma métrica no espaço de formas modulares, chamada métrica de Petersson (veja também métrica de Weil–Petersson). Essa conjectura recebeu esse nome em sua homenagem. Sob a métrica de Petersson é mostrado que podemos definir a ortogonalidade no espaço de formas modulares como o espaço de formas cúspides e seu espaço ortogonal e eles têm dimensões finitas. Além disso, podemos calcular concretamente a dimensão do espaço das formas modulares holomórficas, usando o teorema de Riemann–Roch (veja as dimensões das formas modulares).
Deligne (1971) usou o isomorfismo de Eichler–Shimura para reduzir a conjectura de Ramanujan para as conjecturas de Weil que ele provou posteriormente. A mais generalizada conjectura de Ramanujan–Petersson para formas cúspides holomórficas na teoria das formas modulares elípticas para subgrupos de congruência possui uma formulação similar, com o expoente (k − 1)/2 onde k é o peso da forma. Tais resultados também se mostram verdadeiros para as conjecturas de Weil, exceto para o caso k = 1, onde é o resultado de um Deligne & Serre (1974).
A conjectura de Ramanujan–Petersson para formas de Maass ainda está em aberto (em 2025) porque o método de Deligne, que funciona bem no caso holomórfico, não funciona no caso analítico real. Uma prova foi recentemente reivindicada por André Unterberger usando técnicas da teoria de distribuição automórfica.

## Conjectura de Ramanujan–Petersson para formas automórficas
Satake (1966) reformulou a conjectura de Ramanujan-Petersson em termos de representações automórficas para GL(2) como dizendo que os componentes locais de representações automórficas residem na série principal, e sugeriu esta condição como uma generalização da conjectura de Ramanujan-Petersson para formas automórficas em outros grupos. Outra maneira de dizer isso é que os componentes locais de formas cúspides devem ser temperados. No entanto, vários autores encontraram contra-exemplos para grupos anisotrópicos onde o componente no infinito não foi temperado. Kurokawa (1978) e Howe & Piatetski-Shapiro (1979) mostraram que a conjectura também era falsa mesmo para alguns grupos quase-divididos e divididos, construindo formas automórficas para o grupo unitário U(2, 1) e o grupo simplético Sp(4) que são não temperados em quase todos os lugares, relacionados à representação θ10.
Após os contra-exemplos terem sido encontrados, Howe & Piatetski-Shapiro (1979) sugeriram que uma reformulação da conjectura ainda deveria ser válida. A formulação atual da conjectura generalizada de Ramanujan é para uma representação automórfica cuspidal globalmente genérica de um grupo redutivo conectado, onde a suposição genérica significa que a representação admite um modelo de Whittaker. Ela afirma que cada componente local de tal representação deve ser temperado. É uma observação devida a Langlands, que estabelece a funcionalidade de potências simétricas de representações automórficas de GL(n) dará uma prova da conjectura de Ramanujan–Petersson.

## Limites em direção a Ramanujan sobre campos numéricos
Obter os melhores limites possíveis para a conjectura generalizada de Ramanujan no caso de corpos numéricos chamou a atenção de muitos matemáticos. Cada melhoria é considerada um marco no mundo da teoria moderna dos números. Para entender os limites de Ramanujan para GL(n), considere uma representação automórfica cuspidal unitária:
{\displaystyle \pi =\bigotimes \pi _{v}.}
A classificação de Bernstein-Zelevinsky nos diz que cada p-ádico πv pode ser obtido por indução parabólica unitária a partir de uma representação
{\displaystyle \tau _{1,v}\otimes \cdots \otimes \tau _{d,v}.}
Aqui cada um {\displaystyle \tau _{i,v}} é uma representação de GL(ni), sobre o lugar v, da forma
{\displaystyle \tau _{i_{0},v}\otimes \left|\det \right|_{v}^{\sigma _{i,v}}}
com {\displaystyle \tau _{i_{0},v}} temperado. Dado n ≥ 2, um limite de Ramanujan é um número δ ≥ 0 tal que
{\displaystyle \max _{i}\left|\sigma _{i,v}\right|\leq \delta .}
A classificação de Langlands pode ser usada para os lugares arquimedianos. A conjectura generalizada de Ramanujan é equivalente ao limite δ = 0.
Jacquet, Piatetskii-Shapiro & Shalika (1983) obtêm um primeiro limite de δ ≤ 1/2 para o grupo linear geral GL(n), conhecido como limite trivial. Um avanço importante foi feito por Luo, Rudnick & Sarnak (1999), que atualmente mantêm o melhor limite geral de δ ≡ 1/2 − (n2+1)−1 para n arbitrário e qualquer corpo numérico. No caso de GL(2), Kim e Sarnak estabeleceram o limite de avanço de δ = 7/64 quando o corpo numérico é o corpo de números racionais, o que é obtido como consequência do resultado de funcionalidade de Kim (2002) na quarta simétrica obtida pelo método de Langlands-Shahidi. A generalização dos limites de Kim-Sarnak para um corpo numérico arbitrário é possível pelos resultados de Blomer & Brumley (2011).
Para grupos redutivos diferentes de GL(n), a conjectura generalizada de Ramanujan seguiria o princípio da funcionalidade de Langlands. Um exemplo importante são os grupos clássicos, onde os melhores limites possíveis foram obtidos por Cogdell et al. (2004) como consequência de seu elevador funcional de Langlands.

## A conjectura de Ramanujan-Petersson sobre campos de funções globais
A prova de Drinfeld da correspondência global de Langlands para GL(2) sobre um campo de função global leva a uma prova da conjectura de Ramanujan–Petersson. Lafforgue (2002) estendeu com sucesso a técnica shtuka de Drinfeld para o caso de GL(n) em característica positiva. Por meio de uma técnica diferente que estende o método de Langlands–Shahidi para incluir campos de funções globais, Lomelí (2009) prova a conjectura de Ramanujan para os grupos clássicos.

## Aplicações
Uma aplicação da conjectura de Ramanujan é a construção explícita de gráficos de Ramanujan por Lubotzky, Phillips e Sarnak. De fato, o nome "gráfico de Ramanujan" foi derivado dessa conexão. Outra aplicação é que a conjectura de Ramanujan–Petersson para o grupo linear geral GL(n) implica a conjectura de Selberg sobre autovalores do Laplaciano para alguns grupos discretos.